# La Sirène (film 1907)
La Sirène è un cortometraggio muto del 1907 diretto da Louis Feuillade.

## Produzione
Il film fu prodotto dalla Société des Etablissements L. Gaumont

## Distribuzione
Distribuito dalla Société des Etablissements L. Gaumont, uscì nelle sale cinematografiche francesi nel 1907. È conosciuto anche con il titolo internazionale (in inglese) The Siren.